# Hamadruas keralensis
Espèce
Hamadruas keralensis est une espèce d'araignées aranéomorphes de la famille des Oxyopidae.

## Distribution
Cette espèce est endémique du Kerala en Inde,. Elle se rencontre dans le district de Wayanad vers Kakkavayal.

## Description
La femelle holotype mesure 13,44 mm.

## Systématique et taxinomie
Cette espèce a été décrite  par Sen et Sudhin en 2023.

## Étymologie
Son nom d'espèce, composé de keral[a] et du suffixe latin -ensis, « qui vit dans, qui habite », lui a été donné en référence au lieu de sa découverte, le Kerala.

## Publication originale
- Sen & Sudhin, 2023 : « A new species and a new record of Hamadruas Deeleman-Reinhold, 2009 (Araneae: Oxyopidae) from India. » Records of the Zoological Survey of India, vol. 122, no 4, p. 345-348.